# 360 km di Brno
La 360 km di Brno è stata una corsa automobilistica di velocità in circuito.

## Albo d'oro
Dati relativi al solo Campionato del mondo sportprototipi.
| Anno | Nome           | Piloti                           | Vettura | Resoconto |
| ---- | -------------- | -------------------------------- | ------- | --------- |
| 1988 | 360 km di Brno | Jochen Mass Jean-Louis Schlesser | Sauber  | Resoconto |